# Casal Ferrer
El Casal Ferrer és un edifici del municipi de Girona que forma part de l'Inventari del Patrimoni Arquitectònic de Catalunya.

## Descripció
Situat al carrer de la Força, és un edifici amb escuts al damunt, a la llinda planera. També hi ha una porta semidovellada mossegada pel balcó superior. Aquesta porta dona accés a un pati que ha estat restaurat per donar accés al Museu d'Història dels Jueus. Fins a la segona planta la maçoneria és de pedra treballada, després passa a un arrebossat en mal estat. Al pati hi ha dues finestres a planta baixa amb llinda amb motiu goticitzant floral. La façana es clou amb un ràfec de teula.

## Història
Les primeres notícies són de l'expulsió dels jueus, el 1492, on hi havia un solar per edificar. Vers el 1525 es va adquirir i edificar el solar per un beneficiat de la catedral: Pere Sirgo. El 1625 n'era amo en Francesc de Cella i Canet, qui devia fer construir la façana. El 1956 se segregà del número 10. El 1976 se'n vengué en propietat horitzontal el primer i el quart pis.
L'any 2000 s'hi va instal·lar el Museu d'Història dels Jueus.